# George Gladir
George Gladir (né le 27 septembre 1925 à New York et mort le 3 avril 2013 à Oceanside) est un scénariste de bande dessinée américain qui a principalement travaillé pour Archie Comics et le magazine Cracked.

## Prix et récompenses
- 2007 : Prix Bill Finger